# Râul Fulga
Râul Fulga este un curs de apă, afluent al râului Ghighiu. 